# Josip Juranović
Josip Juranović (Zagabria, 16 agosto 1995) è un calciatore croato, difensore o centrocampista dell'Union Berlino e della nazionale croata.

## Caratteristiche tecniche
Dopo aver mosso i primi passi calcistici da centrocampista, durante la permanenza all'Hajduk Spalato Juranović è stato riadattato dall'allenatore Damir Burić al ruolo di terzino destro, poi mantenuto lungo gli anni. Tuttavia, la sua versatilità gli ha permesso, durante i primi mesi al Celtic, di giocare anche sulla fascia sinistra.
Difensore piuttosto corretto e abile nei contrasti, si è distinto anche per le ottime doti tecniche, per l'abilità nei passaggi e per il buon contributo alla fase offensiva. Inoltre, è anche un buon rigorista.

## Carriera

### Club

#### Hajduk Spalato
Cresciuto nel Dubrava, squadra dell'omonimo comune della regione di Zagabria in cui lo stesso calciatore è cresciuto con la famiglia, nel gennaio 2015 Juranović viene acquistato a titolo definitivo dall'Hajduk Spalato firmando un contratto valido fino all'estate del 2018. Con i Bili ha esordito il 18 aprile 2015, nella partita casalinga di campionato persa per 1-2 contro il Rijeka. Nel 2018, a soli 23 anni, il terzino diventa il capitano della squadra spalatina.

#### Legia Varsavia
Il 31 luglio 2020, viene ufficializzato il suo passaggio alla Legia Varsavia, con un indennizzo di 700.000 euro nella casse dei Majstori s mora. Il 21 ottobre, alla quinta giornata di campionato, Juranović segna la prima rete con i Wojskowi nella partita casalinga vinta 2-1 contro il Śląsk Breslavia. Chiude la prima stagione in Ekstraklasa da campione di Polonia, con una rete e otto assist realizzati nell'arco di ventisei partite. Il 19 agosto 2021, nei playoff di andata di Conference League (concluso con un pareggio per 2-2) contro lo Slavia Praga, il calciatore croato mette a referto la sua prima rete in una competizione europea.

#### Celtic
Il 21 agosto 2021, appena due giorni dopo la sua ultima partita con il Legia, viene ufficializzato l'approdo di Juranović al Celtic, con cui il terzino firma un contratto quinquennale.
Debutta otto giorni dopo, nell'Old Firm contro i rivali storici dei Rangers, perso per 1-0. Nell'occasione, oltre a giocare tutta la partita, Juranović viene schierato dall'allenatore Ange Postecoglou sulla fascia sinistra, anziché sulla destra, lungo cui era abituato a giocare da anni: una scelta tecnica, quest'ultima, che verrà riproposta lungo la maggior parte del girone d'andata del campionato, anche per via di un infortunio occorso al terzino sinistro titolare, Greg Taylor, e dell'impennata nel rendimento dell'altro terzino destro naturale presente in rosa, Anthony Ralston.
Inoltre, il calciatore croato riceve da Postecoglou anche l'incarico di nuovo rigorista della squadra: in questa veste, il 16 settembre seguente Juranović segna il suo primo gol con i Bhoys, nella sconfitta per 4-3 in casa del Betis in Europa League. Si ripete il 23 ottobre, nella sfida di campionato contro il St. Johnstone (vinta per 2-0), e il 25 novembre, realizzando un cucchiaio contro il Bayer Leverkusen (anche se il Celtic perderà la partita per 3-2).

#### Union Berlino
Anche in seguito al mancato accordo per un ulteriore rinnovo del contratto con il Celtic, il 22 gennaio 2023 Juranović passa a titolo definitivo all'Union Berlino, squadra della Bundesliga tedesca, per circa 10 milioni di euro.
Fa quindi il suo debutto con la squadra della capitale tre giorni dopo, il 25 gennaio, partendo da titolare e giocando l'intera partita di campionato contro il Werder Brema: nell'occasione, batte il calcio d'angolo che porta al gol della vittoria (2-1) da parte di Kevin Behrens. Il 23 febbraio seguente, contribuisce con un gol e un assist (per Danilho Doekhi) alla vittoria per 3-1 sull'Ajax nella gara di ritorno dei play-off di UEFA Europa League, che consente alla formazione tedesca di qualificarsi per gli ottavi di finale.

### Nazionale
Juranović ha ricevuto la sua prima convocazione in nazionale maggiore all'inizio del 2017, sotto Ante Čačić, esordendo poi il 14 gennaio, in una partita amichevole contro la Cina.
Tuttavia, il terzino è rientrato nel giro della nazionale a scacchi solo nel settembre 2019, convocato da Zlatko Dalić in sostituzione dell'infortunato Tin Jedvaj. Confermato in pianta stabile nella rosa della Croazia, Juranović ha partecipato agli Europei del 2020 (in cui ha giocato due partite, mentre i balcanici sono stati eliminati agli ottavi di finale) e alla maggior parte degli incontri di qualificazione ai Mondiali del 2022, che hanno visto i croati vincere il proprio girone in extremis.
Il 9 novembre del 2022, viene inserito dal CT Zlatko Dalić nella lista dei convocati per i Mondiali di calcio in Qatar.

## Statistiche

### Presenze e reti nei club
Statistiche aggiornate al 23 aprile 2023.
| Stagione              | Squadra               | Campionato            | Campionato | Campionato | Coppe nazionali | Coppe nazionali | Coppe nazionali | Coppe continentali | Coppe continentali | Coppe continentali | Altre coppe | Altre coppe | Altre coppe | Totale | Totale |
| Stagione              | Squadra               | Comp                  | Pres       | Reti       | Comp            | Pres            | Reti            | Comp               | Pres               | Reti               | Comp        | Pres        | Reti        | Pres   | Reti   |
| --------------------- | --------------------- | --------------------- | ---------- | ---------- | --------------- | --------------- | --------------- | ------------------ | ------------------ | ------------------ | ----------- | ----------- | ----------- | ------ | ------ |
| 2014-2015             | Hajduk Spalato        | 1. HNL                | 6          | 0          | CC              | 1               | 0               | -                  | -                  | -                  | -           | -           | -           | 7      | 0      |
| 2015-2016             | Hajduk Spalato        | 1. HNL                | 31         | 1          | CC              | 4               | 0               | UEL                | 3                  | 0                  | -           | -           | -           | 38     | 1      |
| 2016-2017             | Hajduk Spalato        | 1. HNL                | 18         | 0          | CC              | 3               | 0               | UEL                | 4                  | 0                  | -           | -           | -           | 25     | 0      |
| 2017-2018             | Hajduk Spalato        | 1. HNL                | 27         | 0          | CC              | 2               | 0               | UEL                | 4                  | 0                  | -           | -           | -           | 33     | 0      |
| 2018-2019             | Hajduk Spalato        | 1. HNL                | 22         | 0          | CC              | 2               | 0               | UEL                | 4                  | 0                  | -           | -           | -           | 28     | 0      |
| 2019-2020             | Hajduk Spalato        | 1. HNL                | 32         | 2          | CC              | 1               | 0               | UEL                | 1                  | 0                  | -           | -           | -           | 34     | 2      |
| Totale Hajduk Spalato | Totale Hajduk Spalato | Totale Hajduk Spalato | 136        | 3          |                 | 13              | 0               |                    | 16                 | 0                  |             | -           | -           | 165    | 3      |
| 2020-2021             | Legia Varsavia        | EK                    | 26         | 1          | CP              | 3               | 0               | UCL+UEL            | 2                  | 0                  | SP          | 1           | 0           | 32     | 1      |
| lug.-ago. 2021        | Legia Varsavia        | EK                    | 2          | 0          | CP              | 0               | 0               | UCL+UEL            | 5+1                | 0+1                | SP          | 1           | 0           | 9      | 1      |
| Totale Legia Varsavia | Totale Legia Varsavia | Totale Legia Varsavia | 28         | 1          |                 | 3               | 0               |                    | 8                  | 1                  |             | 2           | 0           | 41     | 2      |
| 2021-2022             | Celtic                | SP                    | 26         | 3          | SC+CdL          | 2+3             | 0               | UCL+UEL+UECL       | 0+3+1              | 0+2+0              | -           | -           | -           | 35     | 5      |
| 2022-gen. 2023        | Celtic                | SP                    | 10         | 1          | SC+CdL          | 0+2             | 0               | UCL                | 6                  | 0                  | -           | -           | -           | 18     | 1      |
| Totale Celtic         | Totale Celtic         | Totale Celtic         | 36         | 4          |                 | 7               | 0               |                    | 10                 | 2                  |             | -           | -           | 53     | 6      |
| gen.-giu. 2023        | Union Berlino         | BL                    | 12         | 2          | CG              | 2               | 0               | UEL                | 4                  | 2                  | -           | -           | -           | 18     | 4      |
| Totale carriera       | Totale carriera       | Totale carriera       | 212        | 10         |                 | 25              | 0               |                    | 38                 | 5                  |             | 2           | 0           | 277    | 15     |

### Cronologia presenze e reti in nazionale
| Cronologia completa delle presenze e delle reti in nazionale ― Croazia | Cronologia completa delle presenze e delle reti in nazionale ― Croazia | Cronologia completa delle presenze e delle reti in nazionale ― Croazia | Cronologia completa delle presenze e delle reti in nazionale ― Croazia | Cronologia completa delle presenze e delle reti in nazionale ― Croazia | Cronologia completa delle presenze e delle reti in nazionale ― Croazia | Cronologia completa delle presenze e delle reti in nazionale ― Croazia | Cronologia completa delle presenze e delle reti in nazionale ― Croazia |
| Data                                                                   | Città                                                                  | In casa                                                                | Risultato                                                              | Ospiti                                                                 | Competizione                                                           | Reti                                                                   | Note                                                                   |
| ---------------------------------------------------------------------- | ---------------------------------------------------------------------- | ---------------------------------------------------------------------- | ---------------------------------------------------------------------- | ---------------------------------------------------------------------- | ---------------------------------------------------------------------- | ---------------------------------------------------------------------- | ---------------------------------------------------------------------- |
| 14-1-2017                                                              | Nanning                                                                | Cina                                                                   | 1 – 1 dts (4 – 3 dtr)                                                  | Croazia                                                                | Amichevole                                                             | -                                                                      |                                                                        |
| 19-11-2019                                                             | Pola                                                                   | Croazia                                                                | 2 – 1                                                                  | Georgia                                                                | Amichevole                                                             | -                                                                      | 46’                                                                    |
| 11-11-2020                                                             | Istanbul                                                               | Turchia                                                                | 3 – 3                                                                  | Croazia                                                                | Amichevole                                                             | -                                                                      |                                                                        |
| 14-11-2020                                                             | Solna                                                                  | Svezia                                                                 | 2 – 1                                                                  | Croazia                                                                | UEFA Nations League 2020-2021 - 1º turno                               | -                                                                      | 41’                                                                    |
| 17-11-2020                                                             | Spalato                                                                | Croazia                                                                | 2 – 3                                                                  | Portogallo                                                             | UEFA Nations League 2020-2021 - 1º turno                               | -                                                                      |                                                                        |
| 27-3-2021                                                              | Fiume                                                                  | Croazia                                                                | 1 – 0                                                                  | Cipro                                                                  | Qual. Mondiali 2022                                                    | -                                                                      | 46’                                                                    |
| 30-3-2021                                                              | Fiume                                                                  | Croazia                                                                | 3 – 0                                                                  | Malta                                                                  | Qual. Mondiali 2022                                                    | -                                                                      |                                                                        |
| 1-6-2021                                                               | Velika Gorica                                                          | Croazia                                                                | 1 – 1                                                                  | Armenia                                                                | Amichevole                                                             | -                                                                      | 46’                                                                    |
| 22-6-2021                                                              | Glasgow                                                                | Croazia                                                                | 3 – 1                                                                  | Scozia                                                                 | Euro 2020 - 1º turno                                                   | -                                                                      |                                                                        |
| 28-6-2021                                                              | Copenaghen                                                             | Croazia                                                                | 3 – 5 dts                                                              | Spagna                                                                 | Euro 2020 - Ottavi di finale                                           | -                                                                      | 74’                                                                    |
| 1-9-2021                                                               | Mosca                                                                  | Russia                                                                 | 0 – 0                                                                  | Croazia                                                                | Qual. Mondiali 2022                                                    | -                                                                      |                                                                        |
| 4-9-2021                                                               | Bratislava                                                             | Slovacchia                                                             | 0 – 1                                                                  | Croazia                                                                | Qual. Mondiali 2022                                                    | -                                                                      |                                                                        |
| 7-9-2021                                                               | Spalato                                                                | Croazia                                                                | 3 – 0                                                                  | Slovenia                                                               | Qual. Mondiali 2022                                                    | -                                                                      |                                                                        |
| 11-11-2021                                                             | Ta' Qali                                                               | Malta                                                                  | 1 – 7                                                                  | Croazia                                                                | Qual. Mondiali 2022                                                    | -                                                                      |                                                                        |
| 14-11-2021                                                             | Spalato                                                                | Croazia                                                                | 1 – 0                                                                  | Russia                                                                 | Qual. Mondiali 2022                                                    | -                                                                      | 75’                                                                    |
| 26-3-2022                                                              | Al Rayyan                                                              | Croazia                                                                | 1 – 1                                                                  | Slovenia                                                               | Amichevole                                                             | -                                                                      |                                                                        |
| 3-6-2022                                                               | Osijek                                                                 | Croazia                                                                | 0 – 3                                                                  | Austria                                                                | UEFA Nations League 2022-2023 - 1º turno                               | -                                                                      |                                                                        |
| 6-6-2022                                                               | Spalato                                                                | Croazia                                                                | 1 – 1                                                                  | Francia                                                                | UEFA Nations League 2022-2023 - 1º turno                               | -                                                                      |                                                                        |
| 10-6-2022                                                              | Copenaghen                                                             | Danimarca                                                              | 0 – 1                                                                  | Croazia                                                                | UEFA Nations League 2022-2023 - 1º turno                               | -                                                                      |                                                                        |
| 13-6-2022                                                              | Saint-Denis                                                            | Francia                                                                | 0 – 1                                                                  | Croazia                                                                | UEFA Nations League 2022-2023 - 1º turno                               | -                                                                      |                                                                        |
| 22-9-2022                                                              | Zagabria                                                               | Croazia                                                                | 2 – 1                                                                  | Danimarca                                                              | UEFA Nations League 2022-2023 - 1º turno                               | -                                                                      |                                                                        |
| 23-11-2022                                                             | Al Khawr                                                               | Marocco                                                                | 0 – 0                                                                  | Croazia                                                                | Mondiali 2022 - 1º turno                                               | -                                                                      |                                                                        |
| 27-11-2022                                                             | Al Rayyan                                                              | Croazia                                                                | 4 – 1                                                                  | Canada                                                                 | Mondiali 2022 - 1º turno                                               | -                                                                      |                                                                        |
| 1-12-2022                                                              | Al Rayyan                                                              | Croazia                                                                | 0 – 0                                                                  | Belgio                                                                 | Mondiali 2022 - 1º turno                                               | -                                                                      |                                                                        |
| 5-12-2022                                                              | Al Wakrah                                                              | Giappone                                                               | 1 – 1 dts (1 – 3 dtr)                                                  | Croazia                                                                | Mondiali 2022 - Ottavi di finale                                       | -                                                                      |                                                                        |
| 9-12-2022                                                              | Al Rayyan                                                              | Croazia                                                                | 1 – 1 dts (4 – 2 dtr)                                                  | Brasile                                                                | Mondiali 2022 - Quarti di finale                                       | -                                                                      |                                                                        |
| 13-12-2022                                                             | Lusail                                                                 | Argentina                                                              | 3 – 0                                                                  | Croazia                                                                | Mondiali 2022 - Semifinale                                             | -                                                                      |                                                                        |
| 25-3-2023                                                              | Spalato                                                                | Croazia                                                                | 1 – 1                                                                  | Galles                                                                 | Qual. Euro 2024                                                        | -                                                                      | 31’                                                                    |
| 28-3-2023                                                              | Bursa                                                                  | Turchia                                                                | 0 – 2                                                                  | Croazia                                                                | Qual. Euro 2024                                                        | -                                                                      | 65’                                                                    |
| 14-6-2023                                                              | Rotterdam                                                              | Paesi Bassi                                                            | 2 – 4 dts                                                              | Croazia                                                                | UEFA Nations League 2022-2023 - Semifinale                             | -                                                                      | 79’                                                                    |
| 18-6-2023                                                              | Rotterdam                                                              | Croazia                                                                | 0 – 0 dts (4 – 5 dtr)                                                  | Spagna                                                                 | UEFA Nations League 2022-2023 - Finale                                 | -                                                                      | 112’                                                                   |
| 8-9-2023                                                               | Fiume                                                                  | Croazia                                                                | 5 – 0                                                                  | Lettonia                                                               | Qual. Euro 2024                                                        | -                                                                      |                                                                        |
| 15-10-2023                                                             | Cardiff                                                                | Galles                                                                 | 2 – 1                                                                  | Croazia                                                                | Qual. Euro 2024                                                        | -                                                                      | 46’                                                                    |
| 21-11-2023                                                             | Zagabria                                                               | Croazia                                                                | 1 – 0                                                                  | Armenia                                                                | Qual. Euro 2024                                                        | -                                                                      | 50’                                                                    |
| 23-3-2024                                                              | Cairo                                                                  | Tunisia                                                                | 0 – 0 (4 – 5 dtr)                                                      | Croazia                                                                | Amichevole                                                             | -                                                                      |                                                                        |
| 26-3-2024                                                              | Il Cairo                                                               | Egitto                                                                 | 2 – 4                                                                  | Croazia                                                                | Amichevole                                                             | -                                                                      | 60’                                                                    |
| 3-6-2024                                                               | Fiume                                                                  | Croazia                                                                | 3 – 0                                                                  | Macedonia del Nord                                                     | Amichevole                                                             | -                                                                      |                                                                        |
| 19-6-2024                                                              | Amburgo                                                                | Croazia                                                                | 2 – 2                                                                  | Albania                                                                | Euro 2024 - 1º turno                                                   | -                                                                      |                                                                        |
| 24-6-2024                                                              | Lipsia                                                                 | Croazia                                                                | 1 – 1                                                                  | Italia                                                                 | Euro 2024 - 1º turno                                                   | -                                                                      | 90’                                                                    |
| 6-6-2025                                                               | Faro                                                                   | Gibilterra                                                             | 0 – 7                                                                  | Croazia                                                                | Qual. Mondiali 2026                                                    | -                                                                      |                                                                        |
| Totale                                                                 |                                                                        | Presenze                                                               | 40                                                                     |                                                                        | Reti                                                                   | 0                                                                      |                                                                        |

## Palmarès

### Club

#### Competizioni nazionali
- Campionato polacco: 1

Legia Varsavia: 2020-2021
- Campionato scozzese: 1

Celtic: 2021-2022
- Coppa di Lega scozzese: 1

Celtic: 2021-2022